# Concepción (Paraguai)
Concepción (guaraní: Konsepsion) és una ciutat del Paraguai, capital del departament de Concepción. Es troba a 410 km d'Asunción, sobre el riu Paraguai.

## Població
Segons les dades del cens del 2002, la ciutat tenia 44.070 habitants (73.210 al districte).

## Història
Va ser fundada el 1773 pel governador Agustín Fernando de Pinedo. La ciutat es va establir al nord paraguaià per detenir l'avanç dels portuguesos que volien conquerir les terres espanyoles. Per 40 anys va ser una ciutadella militar.
L'arribada d'immigrants italians, sirio-libanesos i catalans va impulsar el port comercial. Durant les primeres dècades del segle xx, Concepción va adquirir el seu actual perfil arquitectònic.